# Smetanova Lhota
Smetanova Lhota er en by i Tjekkiet med ca. 250 indbyggere. Den tjekkiske landsholdsangriber Jan Koller, er født i byen.